# Ama Rosa
Ama Rosa fue uno de los primeros seriales radiofónicos que se emitieron en España y también uno de los que alcanzó mayor éxito. Se estrenó en 1959, en Radio Madrid (una de las emisoras de Cadena SER) en un contexto de posguerra. Esta radionovela fue escrita y dirigida por Guillermo Sautier Casaseca (conocido como el rey del serial radiofónico) en colaboración con Rafael Barón. 
Los seriales radiofónicos se caracterizan por narrar una historia ficticia a través de un medio sonoro. Están divididos en capítulos con relación entre sí y se emiten con una periodicidad fija. Ama Rosa fue uno de los seriales que alcanzó mayor éxito y repercusión debido a su tono rosa y dramático y a la participación de un elenco excepcional.

## Argumento
Entre los seriales de mayor éxito emitidos en España, entre los años cuarenta y sesenta, destacó Ama Rosa. La trama de este serial radiofónico narra las desventuras del personaje principal, Rosa Alcázar, una viuda que ante una muerte inminente decide dar a su hijo en adopción. Lo deja en manos de una familia adinerada, los De la Riva, una pareja que acababa de perder a su bebé. El médico, Rosa, y el marido de la mujer deciden mantener esta adopción en secreto a fin de que la mujer no se entere de que acaba de perder a su hijo al darlo a luz. A cambio, Rosa es contratada como "ama" de la casa, y podrá ver a su hijo todos los días, con la condición de que nunca desvele la identidad de la madre. Ama Rosa finalmente no muere, y durante todo este tiempo tiene que aguantar los desprecios de su hijo, un joven adinerado y malvado, que la trata como una sirvienta. No será hasta el final del serial, cuando el joven esté en su lecho de muerte cuando descubra que Ama Rosa es en realidad su madre. 
Se trata de un serial radiofónico de corte dramático que resalta los valores de una madre, que lucha por su hijo frente a cualquier adversidad. Representa el sentimiento de "mater dolorosa" que aguanta los desprecios de su propio hijo a cambio de verle todos los días.

## Estructura de Ama Rosa
Este serial tenía una franja establecida, se emitía todos los días a las cinco de la tarde. Todos los capítulos de este serial comienzan con una cabecera en la que se enumeran todos los actores que intervienen en la novela y la música que acompaña a la misma. También se cita al director, y los encargados de la realización y el montaje. Se da paso al capítulo y se introduce una careta que da paso al episodio siguiente.
La estructura dramática de Ama Rosa posee una división tripartita, típica de los seriales radiofónicos: planteamiento, nudo y desenlace. 
El planteamiento incluye las escenas iniciales en las que se presenta la historia que se va a narrar a continuación y los posibles sobresaltos que alterarán la narración. El nudo contiene las escenas principales del relato y de mayor tensión, hasta llegar al clímax (punto de mayor tensión y conflicto) que se resuelve en el desenlace.

## Cuadro de actores
Ama Rosa fue interpretada por el elenco de la compañía de actores de Radio Madrid:
· Juana Ginzo: Ama Rosa 
· Doroteo Martí Pérez: Javier (hijo de Rosa) 
· José Fernando Dicenta: Doctor Beltrán
· Pedro Pablo Ayuso: Antonio de la Riva 
· Maribel Ramos: Amparo de la Riva 
· Carmen Martínez: Isabel (madre de Amparo y suegra de Antonio) 
· Alicia Altabella: Marta (la solterona amargada hermana de Antonio)
· Joaquín Peláez: José Luis (hijo del matrimonio de la Riva)
· Julio Varela como narrador. 

A pesar del éxito que tuvo la radionovela Ama Rosa en su día, Juana Ginzo, la locutora encargada de dar voz a la protagonista, se sinceraba así en una entrevista en 2014:
"Todo el cuadro de actores estábamos juntos siempre y, en general, la convivencia era buena. Por la noche no había ruidos y, en unos estudios que todavía no estaban insonorizados, eso era muy importante (...). Luego, un café y a seguir haciendo seriales. También hicimos a todos los clásicos en Teatro del aire. Eran grandes obras de teatro y novelas adaptadas (...). Hacíamos muchas cosas muy interesantes. Y también muchas mierdas con Sautier Casaseca. ¡Odiaba hacer los seriales! ¡Me avergonzaba! Pero no podía dejarlos. Porque tenía que comer. Yo siempre he sido una roja-feminista que detestaba esas mierdas. Pero en este país no había opciones".

## Contexto histórico
La radionovela vivió su edad dorada en un contexto político y social de posguerra, pues los transistores se convirtieron, a la vez, en un refugio y una vía de escape para las penurias de los oyentes.
El género del serial radiofónico proviene de las novelas por entregas o folletines, un género literario típico del siglo XIX. En los años 50, el serial alcanzó su apogeo gracias a la creación del Teatro del aire de Antonio Calderón en Radio Madrid y el Teatro invisible de RNE. Ama Rosa fue uno de los seriales que alcanzó mayor éxito y repercusión debido a su tono rosa y dramático y a la participación de un elenco excepcional. Sin embargo, a pesar de su celebridad, tampoco Ama Rosa escapó a la censura franquista, como asegura su protagonista, Juana Ginzo:
«Nos censuraban muchas cosas y, sobre todo, lo poquito verde que había en las historias. Un día grabé una sugerente escena en la que invitaba a un hombre a tomar un café. Un café, porque una copa de licor: ¡Imposible!.»

## Versiones
- Adaptación cinematográfica de León Klimowsky
Ama Rosa fue adaptada al cine y se estrenó en los cines Paz y Rialto de Madrid el 17 de abril de 1960 y en los cines Dorado y Vergara de Barcelona. Esta adaptación fue rodada por León Klimowsky y sus guionistas fueron Jesús Franco y Fernando Casás. Los dos personajes principales (Ama Rosa y Javier) fueron representados por Imperio Argentina y Germán Cobos respectivamente. En general, el argumento de la película es similar al de la propia novela, aunque incluye algunas modificaciones. En la película, las escenas iniciales se centran en explicar la desgracia de la enfermedad de Ama Rosa y de la pérdida del hijo de Marta, que nace muerto. Esta escena es representada a través de un personaje que viene del futuro (el doctor Beltrán). En cuanto a la representación de las escenas, destacan las diferencias en la caracterización de los personajes en el film y en la novela. En el primero, no se tiene tan en cuenta los detalles de maquillaje y envejecimiento, mientras que la radionovela se centra en detallar el aspecto de los personajes. 
- Versión teatral de Doroteo Martí
El gran éxito de esta radionovela hizo que se adaptara al teatro. Doroteo Martí, un actor valenciano que residía en Venezuela, fue el encargado de darle formato puesto que había escrito el guion original. Esta adaptación al teatro se estrenó el 29 de marzo de 1959 en el Teatro Arriaga de Bilbao y tuvo una gran aceptación. Debido a su éxito comenzó una gira por España. En el Teatro Calderón de Madrid fue donde tuvo lugar una de las representaciones más apoteósicas de Ama Rosa. En este teatro de grandes dimensiones se representó una de las escenas más dramáticas: la escena en la que Javier, el hijo de Ama Rosa, agoniza en el regazo de su madre y grita ¡Madre! 
- Reedición y prólogo de Francisco Umbral
Francisco Umbral hizo el siguiente análisis de esta novela en su prólogo: 
«Todo esto es el contenido explícito de Ama Rosa y su peripecia triunfal entre los auditorios populares de aquella España. El contenido implícito del texto consagra las diferencias sociales, el sistema de castas, los tabúes sexuales, el mito de Caín y Abel, la frustración institucional de la familia, la eterna fábula, siempre fresca, de la mujer virgen y madre, que viene de Oriente, que está en todos los “tristes trópicos”, que pasa por la madre de Cristo y llega hasta Ama Rosa.»
Ama Rosa es una Mater Dolorosa. (Umbral, 1981: 10).
Umbral habla del carácter folletinesco de la novela radiofónica, por entregas. Los autores de esta novela se inspiraron en La portera de la fábrica de Xavier de Montepin, una novela de folletín para escribir la parte final de esta obra. Sautier y Barón asemejan ambas obras a través de un mismo argumento y conflcicto. En ambas novelas una mujer es acusada de un crimen que no había cometido. En el casi de Ama Rosa, es acusada de asesinar a un usurero que había muerto de forma accidental en un forcejeo con la protagonista.